# Solna stads bildarkiv
Solna stads bildarkiv ligger i Solna. Bildarkivet i Solna stad innehåller fotografier på byggnader, miljöer och folkliv.  Det finns drygt 13000 fotografier inlagda i bildarkivets databas. Fotografierna skildrar Solna ur ett kulturhistoriskt perspektiv från slutet av 1800-talet och fram till 2010-talet. Tyngdpunkten ligger dock på bilder från 1900-1950. Solna stads bilddatabas med bilder från bildarkivet skapades 2010. Den växer allteftersom och uppdateras kontinuerligt. Privatpersoner kan donera bilder som visar Solnas historia.